# Вервие
Ве́рвие (ст.‑слав. врьвь, връвь — верёвка, шнур) в православии — элемент богослужения, опоясывающая престол храма поверх катасарки. Представляет собой длинную верёвку длиной около 40 метров. Вервие символизирует собой путы, которыми был связан Христос, ведомый на суд, и Божественную силу, которая держит собою всю Вселенную. При чине освящения храма епископом, вервие опоясывает престол так, чтобы с четырёх сторон образовывались кресты. Если освящение осуществляет священник, вервие опоясывает престол в виде пояса.